# Covington (Indiana)
Pour les articles homonymes, voir Covington.
La ville de Covington est le siège du comté de Fountain, situé dans l'Indiana, aux États-Unis.

## Source
- (en) Cet article est partiellement ou en totalité issu de l’article de Wikipédia en anglais intitulé « Covington, Indiana » (voir la liste des auteurs).